# Dick Clair
Dick Clair, nome d'arte di Richard Jones (San Francisco, 12 novembre 1931 – Los Angeles, 12 dicembre 1988), è stato un attore e produttore televisivo statunitense, noto grazie alle sit-com Nancy, Sonny & Co., L'albero delle mele e La mamma è sempre la mamma.

## Biografia
Clair è nato a San Francisco (California). Ha lavorato due anni per l'esercito, dal 1955 al 1957. Non si è mai sposato e non ha avuto figli.

### Carriera
Nei primi anni settanta, Clair ha lavorato per The Ed Sullivan Show con la sua partner di lavoro Jenna McMahon. È stato lo sceneggiatore di The Mary Tyler Moore Show e The Bob Newhart Show, oltre che di The Carol Burnett Show, per il quale ha ricevuto un Emmy Award. Con la McMahon ha prodotto Nancy, Sonny & Co., L'albero delle mele e La mamma è sempre la mamma.
È morto il 12 dicembre 1988, a causa di complicazioni dell'AIDS, all'età di 57 anni.
| Controllo di autorità | VIAF (EN) 171269551 · LCCN (EN) no2011090598 |